# 梅龙镇酒家

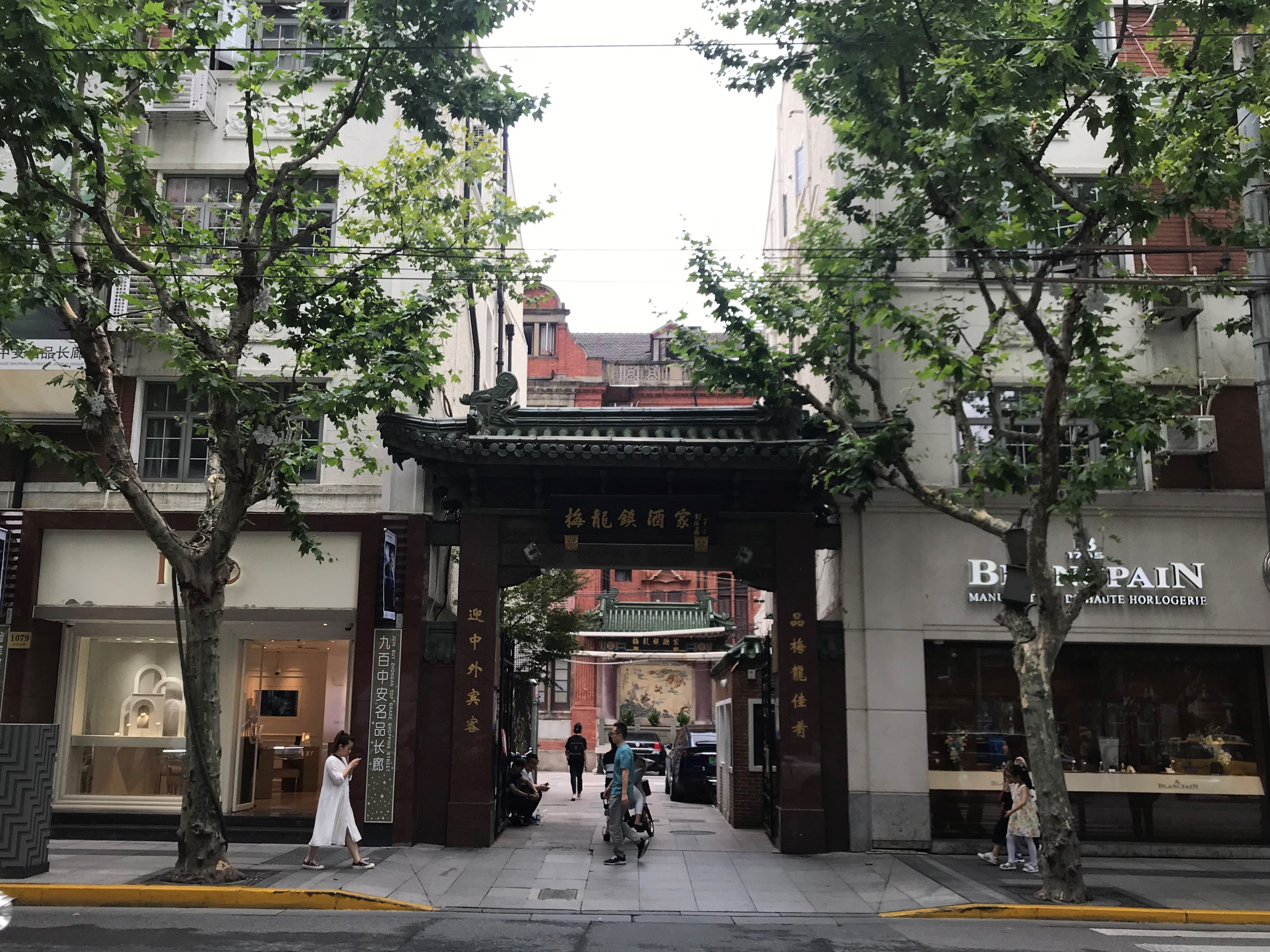
梅龙镇酒家大门

梅龙镇酒家是中華人民共和國上海市的一家餐飲企業，以本帮菜、鎮江、揚州菜餚和川菜為特色，餐廳推出的菜品有梅龍鎮雞、龍圓豆腐等。梅龍鎮酒家於1938年由俞達夫等人創立，名稱來源自京劇《游龍戲鳳》中的梅龍鎮。2010年代末，梅龙镇酒家开出新品牌“梅龙镇·颖食”。